# Transdev GmbH
Die Transdev GmbH (bis zum 16. März 2015 Veolia Verkehr GmbH, davor bis 2006 Connex Verkehr GmbH) mit Sitz in Berlin ist das zweitgrößte in Deutschland aktive Eisenbahn- und Busunternehmen und ist ein Tochterunternehmen der französischen Transdev Group. Mit dem Eintritt der Rethmann-Gruppe als Gesellschafter bei der Transdev Group übernahm 2019 Transdev deren in Nordrhein-Westfalen ansässige Tochter, das Verkehrsunternehmen Rhenus Veniro; es wurde als Tochterunternehmen Transdev Verkehr GmbH in die Transdev GmbH integriert. Am 1. Juli 2025 hat Rethmann den Anteil an der französischen Muttergesellschaft Transdev-Group um 32 % auf 66 % erhöht.

## Geschichte

Logo der ehemaligen Marke Connex (2000–2006)

Das Unternehmen geht auf die bereits 1898 gegründete Deutsche Eisenbahn-Gesellschaft (DEAG bzw. DEGV) zurück, die sich nach der Marktöffnung und Regionalisierung des Schienenpersonennahverkehrs (SPNV) in Deutschland 1996 an Streckenausschreibungen beteiligte. Sie erhielt 1997 – zusammen mit der Bayerischen Zugspitzbahn – den Zuschlag für das Netz der Bayerischen Oberlandbahn. Noch im selben Jahr wurde die DEGV mehrheitlich von der französischen Compagnie générale d’entreprises automobiles (CGEA) – einer Vorläuferin von Veolia – übernommen. Einen Minderheitsanteil von 40 % hielt zunächst noch EnBW Energie Baden-Württemberg. Diesen Anteil übernahm zum 1. Januar 2000 auch die CGEA.

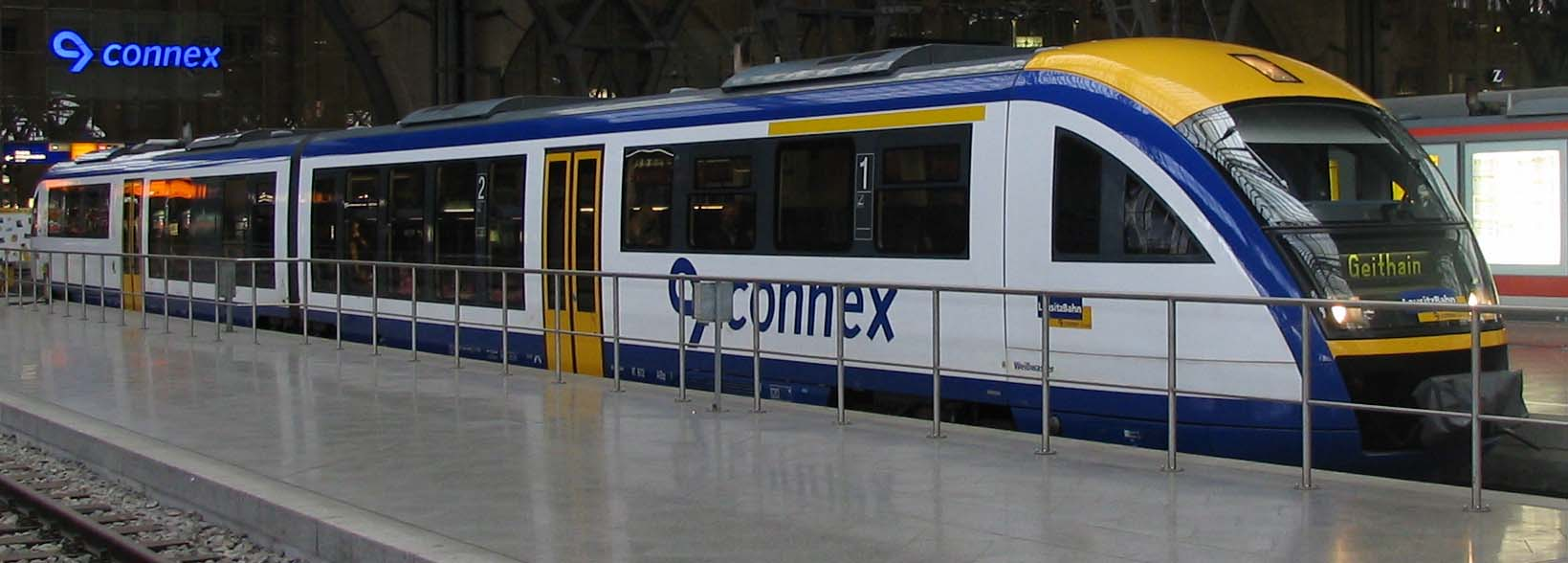
Connex-Personenzug im Leipziger Hauptbahnhof (2005)

Logo der ehemaligen Veolia Verkehr (2006–2015)

Die nun hundertprozentige Muttergesellschaft ging im selben Jahr im Vivendi-Konzern auf. Dessen Verkehrssparte firmierte in Frankreich als Connex. Folglich wurde auch die deutsche Tochter DEGV im August 2000 in Connex Verkehr GmbH umbenannt. In den folgenden Jahren bot Connex Regional-, Stadt- und Güterverkehr in Deutschland an. Am 1. März 2002 startete Connex sein Fernverkehrsangebot unter dem Namen InterConnex. Dieser war der erste privatwirtschaftliche Fernzug Deutschlands, er fuhr von Leipzig über Berlin nach Rostock-Warnemünde. 2003 benannte sich die französische Konzernmutter Vivendi Environnement in Veolia um. Die Verkehrssparte und die deutsche Tochter hießen jedoch zunächst weiterhin Connex. Zum 1. Januar 2004 wurde das Unternehmen neu organisiert. An die Stelle von Connex Regiobahn und Connex Stadtverkehr traten neue Regionalbereiche (Nord-West, Süd-West, Süd und Ost (und ursprünglich auch Nord)). Die Unternehmenszentrale von Connex Verkehr zog im selben Jahr von Frankfurt am Main nach Berlin um.
Die Connex Verkehr GmbH firmierte im Mai 2006 zur Veolia Verkehr GmbH um, damit sollte die Zugehörigkeit zum Mutterkonzern erkennbarer werden. Der Namensbestandteil Connex hielt sich nur beim Fernzug InterConnex, den es noch bis Ende 2014 gab. Das auf Industriekunden ausgerichtete Gütertransportgeschäft war in der Veolia Cargo Deutschland gebündelt und wurde 2009 an die französische Staatsbahn Société nationale des chemins de fer français (SNCF) verkauft, es firmiert seitdem unter der Bezeichnung Captrain Deutschland.
Im März 2011 fusionierte die Verkehrssparte von Veolia (Veolia Transport) mit der ehemaligen Transdev. Der dadurch entstandene Konzern hieß zunächst Veolia Transdev und gehörte zu gleichen Teilen Veolia und der staatlichen französischen Bank Caisse des Dépôts (CDC). Die deutsche Tochter hieß zunächst weiter Veolia Verkehr, zu ihr gehörten nun auch die zuvor von Transdev betriebenen Busnetze in Deutschland. Ab März 2013 zog sich Veolia schrittweise aus dem Gemeinschaftsunternehmen Veolia Transdev zurück, der Mutterkonzern heißt seitdem nur noch Transdev. Infolgedessen firmierte zum 16. März 2015 auch die deutsche Veolia Verkehr GmbH zur Transdev GmbH um.
Im Januar 2019 erwarb die inhabergeführte Rethmann-Gruppe 34 Prozent der Kapitalanteile an der Konzernmutter Transdev Group, die sie am 1. Juli 2025 auf 66 Prozent erhöht hat. Im Zuge dessen brachte ihrerseits die Rethmann-Gruppe ihre Bus- und Bahntochter Rhenus Veniro in die Transdev-Gruppe ein. Es wurde als Tochterunternehmen Transdev Verkehr GmbH in die Transdev GmbH integriert; von Januar 2019 bis Dezember 2020 unter der Firma Transdev SE & Co. KG.

## Kennzahlen und Tätigkeitsbereiche
Unter dem Dach von Transdev wird das auf die Personenbeförderung ausgerichtete Geschäft von den beiden Geschäftsbereichen Bahn und Bus betreut. Daneben ist Transdev in Deutschland zweitgrößter Dienstleister beim Vertrieb von Fahrkarten. Mit rund 8.700 Beschäftigten und einem Umsatz von rund 1,5 Milliarden Euro ist die Transdev GmbH der größte private Mobilitätsanbieter in Deutschland. Die Transdev-Tochtergesellschaften befördern jährlich rund 220 Millionen Fahrgäste. Das Unternehmen ist tätig im öffentlichen Personennahverkehr (ÖPNV) im städtischen und regionalen Linienverkehr mit mehr als 2.800 Omnibussen, die jährlich rund 152 Millionen Buskilometer zurücklegen. Mit seinen Eisenbahnverkehrsunternehmen (EVU) im Schienenpersonennahverkehr (SPNV) erbringt Transdev mit 503 Triebwagen, 12 Wagenzügen und 4 Lokomotiven insgesamt rund 57 Millionen Zugkilometer jährlich. Ab 2002 war das Unternehmen mit dem Interconnex im Schienenpersonenfernverkehr (SPFV) tätig, dieser wurde 2014 eingestellt. Transdev stellte von März 2012 bis Dezember 2015 den Betrieb des HKX als Dienstleister sicher.
Im Bereich des Charterverkehrs fährt Transdev seit März 2008 für die BwFuhrpark-Service GmbH, einem Tochterunternehmen der Bundeswehr, dabei werden bundesweit kurzfristige Charteraufträge auf Anweisungen der Bundeswehr ausgeführt. Zusätzlich bietet Transdev Shuttle individualisierte Kleinverkehre für Privat- und Geschäftskunden in Hessen, Baden-Württemberg und Bayern an.

## Unternehmen Bahn

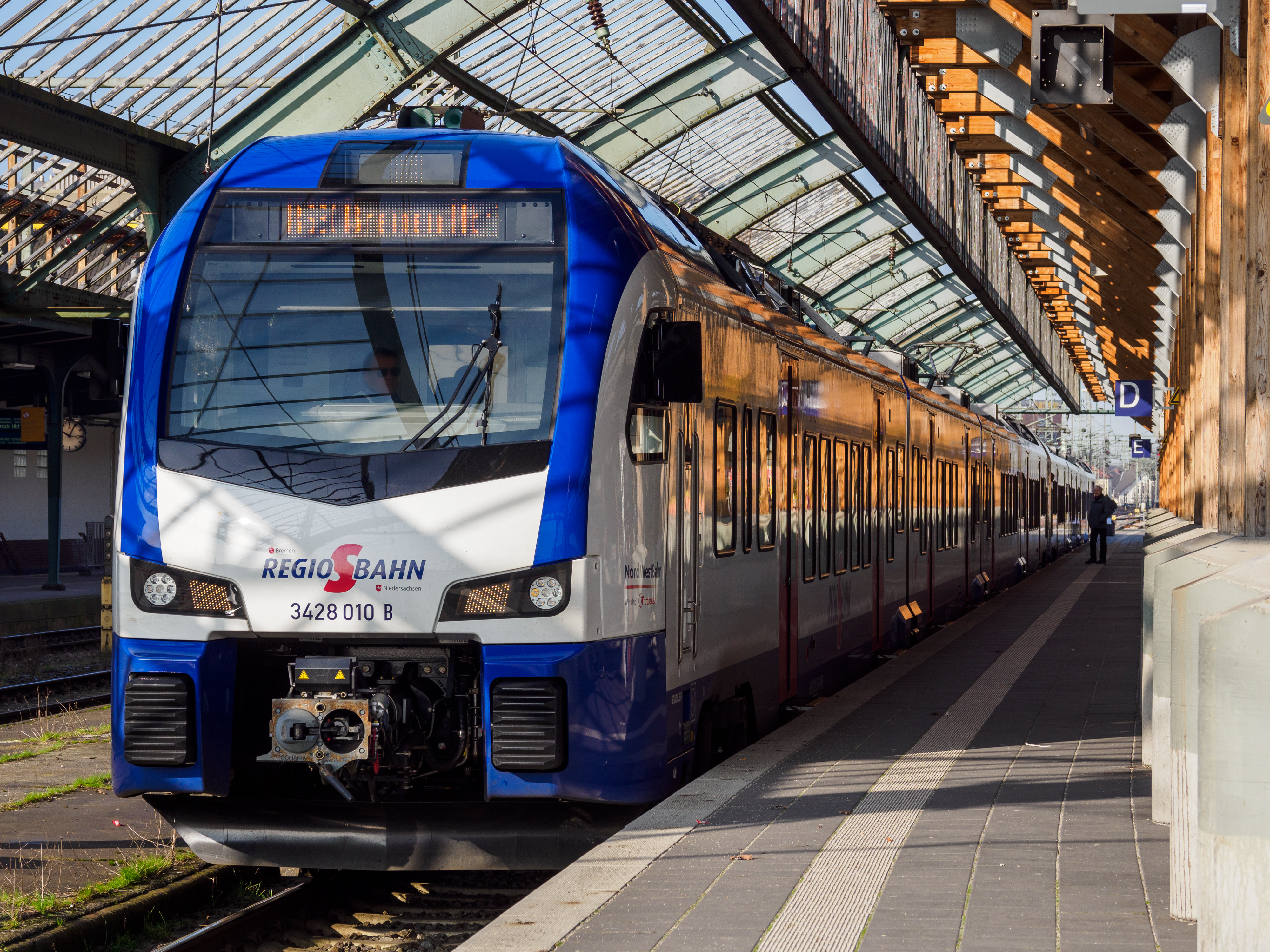
Flirt 3 der von der NordWestBahn betrieben Regio S-Bahn Bremen/Niedersachsen in Oldenburg HBF…

Bayerische Oberlandbahn GmbH, Holzkirchen, und Bayerische Regiobahn GmbH, Augsburg, mit den gemeinsamen Marken
BRB Oberland (ehemals BOB),

Integral S5D95 der BOB in Mittersendling (2006)

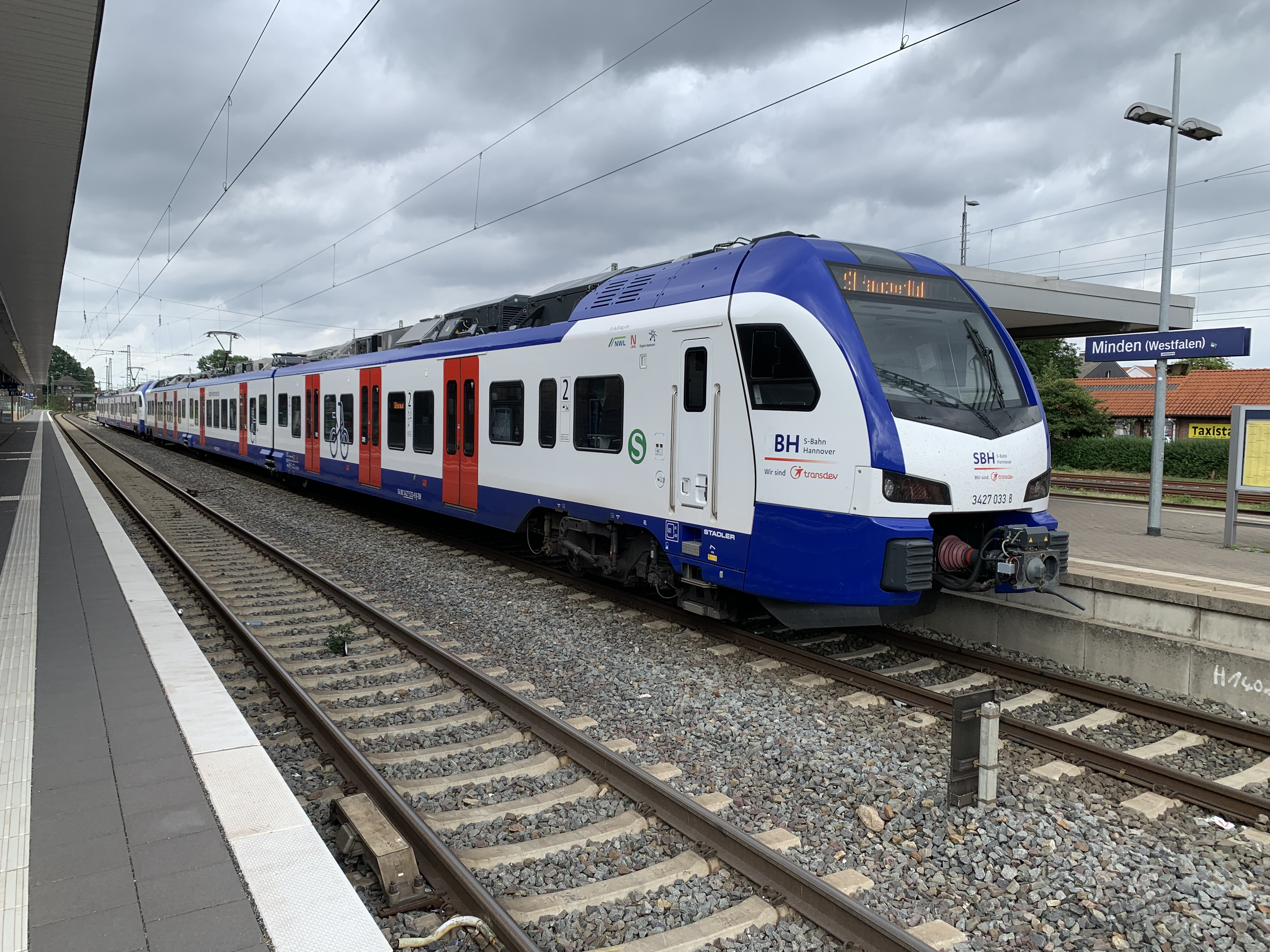
…und ein Flirt 3 des Schwesterunternehmen der NordWestBahn der Transdev Hannover GmbH im Betrieb der S-Bahn Hannover.

BRB Chiemgau-Inntal (ehemals Meridian),
BRB Ammersee-Altmühltal und
BRB Ostallgäu-Lechfeld
BRB Berchtesgaden-Ruhpolding
NordWestBahn GmbH, Osnabrück
Transdev Rhein-Ruhr GmbH, Duisburg mit der Marke
RheinRuhrBahn
Transdev Hannover GmbH, Hannover
Transdev Regio Ost GmbH, Leipzig, und Bayerische Oberlandbahn GmbH, Holzkirchen, mit der gemeinsam genutzten Marke
Mitteldeutsche Regiobahn
Transdev Sachsen-Anhalt GmbH, Halberstadt
Trans Regio Deutsche Regionalbahn GmbH, Koblenz (mit der Marke MRB Mittelrheinbahn)
Württembergische Eisenbahn-Gesellschaft mbH (mit der Marke WEG), Waiblingen; sie betreibt Bahnverkehre auf vier Strecken
Transdev Verkehr GmbH, Moers (hervorgegangen aus Rhenus Veniro); sie betreibt Bahnverkehre auf drei Strecken
Freiberger Eisenbahn
Hunsrückbahn
Moselwein-Bahn

## Unternehmen Bus

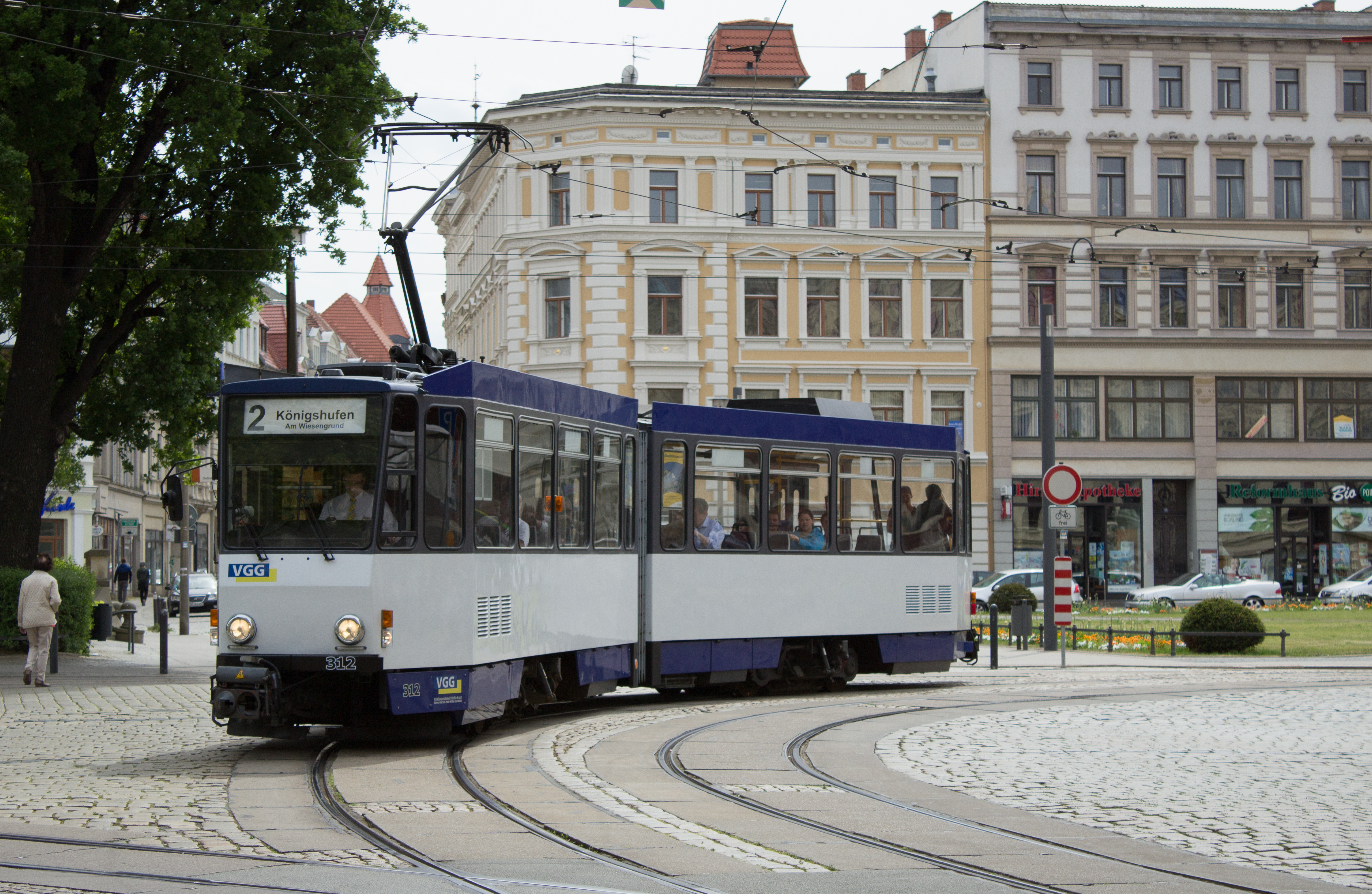
Straßenbahnwagen der Verkehrsgesellschaft Görlitz (2015)

### Bereich Nordost
Bustouristik Tonne GmbH, Feldberger Seenlandschaft (Mecklenburg)
HABUS GmbH Verkehrsbetriebe, Hagen
Niederschlesische Verkehrsgesellschaft mbH, Weißwasser/Oberlausitz
MittelWeserBus, Nienburg
Norddeutsche Verkehrsbetriebe GmbH (mit der Marke NVB Niebüller Verkehrsbetriebe), Niebüll
Transdev Verkehr GmbH, Moers, siehe Busbetriebe der ehemaligen Rhenus Veniro
Rohde Verkehrsbetriebe GmbH, Husum
Taeter Tours GmbH, Dresden
Regionalbus Oberlausitz, Bautzen
Transdev Ostwestfalen GmbH (mit der Marke Teutoburger Wald Verkehr TWV), Rheda-Wiedenbrück

### Bereich Südwest
Griensteidl GmbH, Gröbenzell

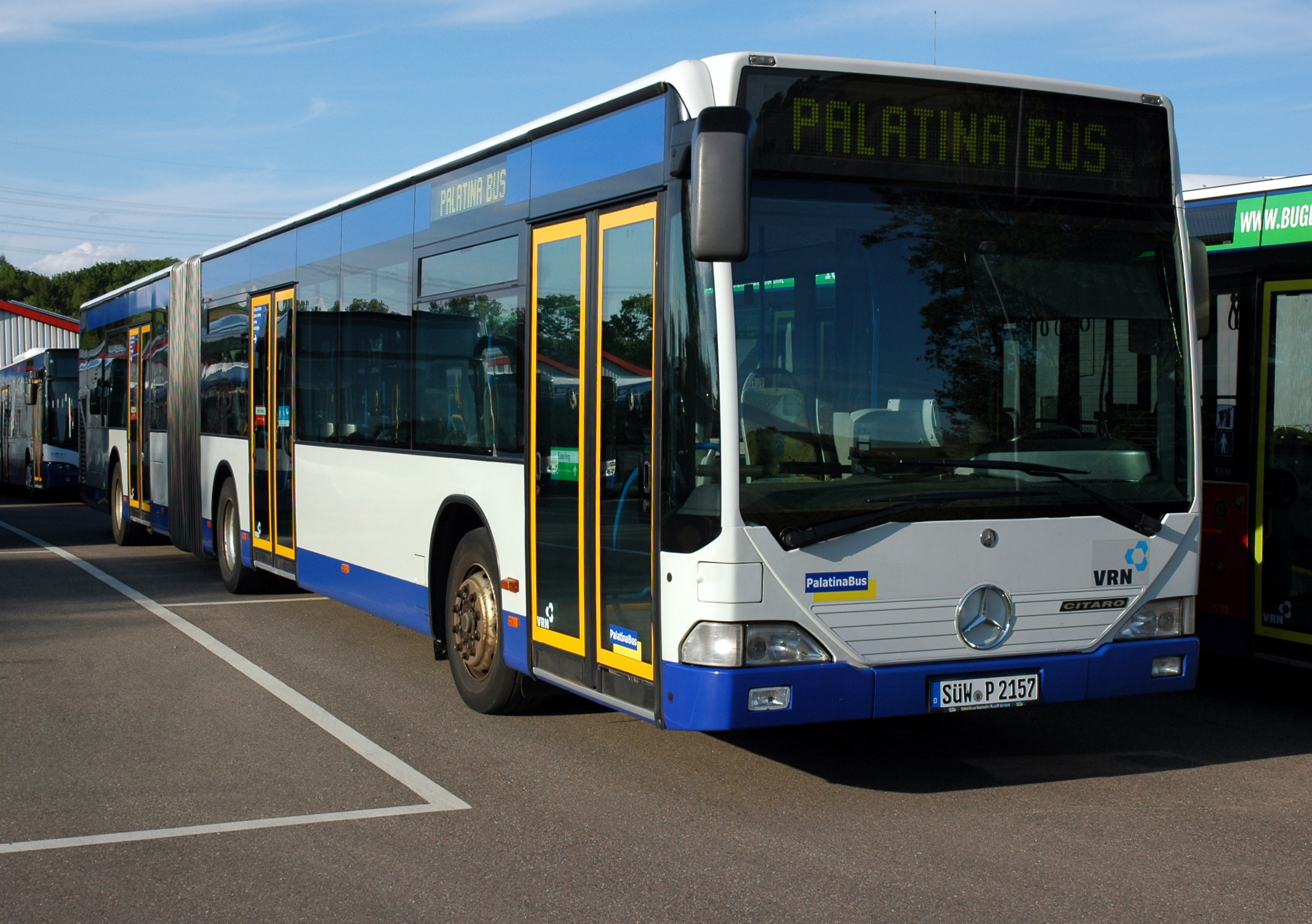
Mercedes-Benz Citaro G von PalatinaBus (2016)

Heidenheimer Verkehrsgesellschaft mbH (HVG), Heidenheim an der Brenz (49 % Transdev GmbH, 51 % Landkreis Heidenheim)
INGmobil GmbH, Ingelheim
Nassauische Verkehrs-Gesellschaft mbH, Bogel
Omnibus-Verkehr Ruoff GmbH (OVR), Waiblingen
Palatina Bus GmbH, Edenkoben
Rhein-Bus Verkehrsbetrieb GmbH, Düsseldorf (zusammen mit der Rheinbahn)
Stadtbus Schwäbisch Hall GmbH, Schwäbisch Hall
Transdev Rhein-Main GmbH (mit der Marke Alpina), Frankfurt am Main
Transdev Taunus GmbH (mit der Marke Alpina), Eppstein
Transdev Rheinland GmbH (mit der Marke Taeter Aachen), Aachen
Transdev Shuttle GmbH, Heidenheim an der Brenz (mit der Marke WAYO)
Transdev West GmbH, Mönchengladbach
Verkehrsbetriebe Mittelrhein GmbH, Brohl-Lützing
Ahrweiler Verkehrs GmbH, Brohl-Lützing (mit der Marke VMR Verkehrsbetriebe Mittelrhein)
Mittelrheinischer Verkehrsbetrieb GmbH, Neuwied (mit der Marke VMR Verkehrsbetriebe Mittelrhein)
Verkehrsbetrieb Rhein Eifel Mosel GmbH, Polch (mit der Marke VMR Verkehrsbetriebe Mittelrhein)
Verkehrsbetrieb Rhein Westerwald GmbH, Puderbach (mit der Marke VMR Verkehrsbetriebe Mittelrhein)
West-Bus GmbH, Mönchengladbach (zusammen mit drei kommunalen Verkehrsunternehmen am Niederrhein)
Württembergische Bus-Gesellschaft mbH (WBG), Waiblingen

### Busbetriebe der ehemaligen Rhenus Veniro

#### Marktregion Ost (Mecklenburg-Vorpommern, Brandenburg, Berlin, Sachsen-Anhalt, Thüringen, Sachsen)
in Brandenburg
ARGE Prignitzbus (Perleberg; Busbetrieb)
mobus Märkisch-Oderland Bus GmbH (Strausberg; Busbetrieb)
in Sachsen
Kraftverkehrsgesellschaft Dreiländereck mbH (KVG, Zittau; Busbetrieb)
OSL Bus GmbH (Senftenberg; Busbetrieb)
Regionalbus Oberlausitz GmbH (RBO, Bautzen; Busbetrieb; PPP: Rhenus Veniro besitzt 74 %, 26 % besitzt der Landkreis Bautzen)
Regionalverkehr Westsachsen GmbH (RVW, Zwickau; Busbetrieb)
Städtische Verkehrsbetriebe Zwickau GmbH (SVZ, Zwickau; Bus- und Straßenbahnbetrieb; hier ist die RVW der Betriebsführer)
in Sachsen-Anhalt
stendalbus GmbH; (Landkreis Stendal seit dem 1. November 2010; zunächst unter dem Markennamen stendalbus als Betriebsteil der RVW)

#### Marktregion Südwest (Rheinland-Pfalz, Saarland, Hessen)
in Rheinland-Pfalz
Verkehrsgesellschaft Zweibrücken mbH (VGZ; Busbetrieb)
MB Moselbahn Verkehrsbetriebsgesellschaft mbH (MOSELBAHN, Saarburg; Busbetrieb)
Martin Becker GmbH & Co. KG / Martin Becker Stadtverkehr GmbH (Martin Becker, Altenkirchen; Busbetrieb)

## Unternehmen Vertrieb und Service
Transdev Vertrieb GmbH, Leipzig
Transdev Service GmbH, Neubrandenburg
Transdev Instandhaltung GmbH in  Husum mit den Außenstellen Dorsten und Mettmann
Mit Transdev Vertrieb GmbH bietet die Transdev-Gruppe gesonderte Vertriebsleistungen im ÖPNV an.
Im Dezember 2017 übernahm Transdev den Vertrieb von Fahrkarten für die Erfurter Bahn und die Süd-Thüringen-Bahn. In Wettbewerbsausschreibungen konnte sich Transdev Vertrieb die Lose für den stationären Fahrkartenverkauf und die Abonnementverwaltung im Rhein-Main-Verkehrsverbund (RMV) sichern.
Die Fahrkartenautomaten wurden im Mai 2018 flächendeckend eingeführt. Dabei kam es zu erheblichen technischen Problemen, die auch ein Jahr danach noch nicht umfassend gelöst waren. Seit dem 15. Dezember 2019 betreibt die Transdev Vertrieb GmbH auch Vertriebsdienstleistungen im Verkehrsverbund Rhein-Ruhr (VRR). Im Dezember 2021 kam der Ticketvertrieb für den Wettbewerber GoAhead Bayern hinzu. Im Sommer 2022 errichtete sie auch für die Flix Fahrkartenautomaten. Die Transdev Vertrieb wurde für die Agilis Eisenbahngesellschaft ab dem Fahrplanjahr 2023 und für die Agilis Verkehrsgesellschaft ab dem Fahrplanjahr 2024 mit dem gesamten Vertrieb beauftragt. Die Transdev Vetrieb erhielt nach Ausschreibungen den Zuschlag für Vertriebsdienstleistungen im Gebiet des Zweckverbandes Schienenpersonennahverkehr Rheinland-Pfalz Nord ab 2025 und im Schienenpersonennahverkehr in Baden-Württemberg in der Vertriebsregion Südost für den Zeitraum der Fahrplanjahre 2026 bis 2035.